# Lasioglossum sinicum
Lasioglossum sinicum är en biart som först beskrevs av Blüthgen 1934.  Lasioglossum sinicum ingår i släktet smalbin, och familjen vägbin. Inga underarter finns listade i Catalogue of Life.